# Tatjana Djaczenko
Tatjana Djaczenko (ros. Татьяна Дьяченко; ur. 13 stycznia 1979) – rosyjska szablistka reprezentująca Azerbejdżan, brązowa medalistka mistrzostw świata.
Podczas mistrzostw świata w Seulu w 1999 roku reprezentantki Azerbejdżanu w składzie: Jelena Żemajewa, Anżeła Wołkowa i Tatjana Djaczenko zdobyły brązowy medal w turnieju drużynowym. Na rozgrywanych rok później mistrzostwach świata w Budapeszcie w tej samej konkurencji była szósta.
Nigdy nie wzięła udziału w igrzyskach olimpijskich.
Była też między innymi czwarta drużynowo na mistrzostwach Europy w Kopenhadze w 2004 roku.